# Euphorbia sooi
Euphorbia sooi là một loài thực vật có hoa trong họ Đại kích. Loài này được T.Simon mô tả khoa học đầu tiên năm 1949.